# Calle de los Pirineos

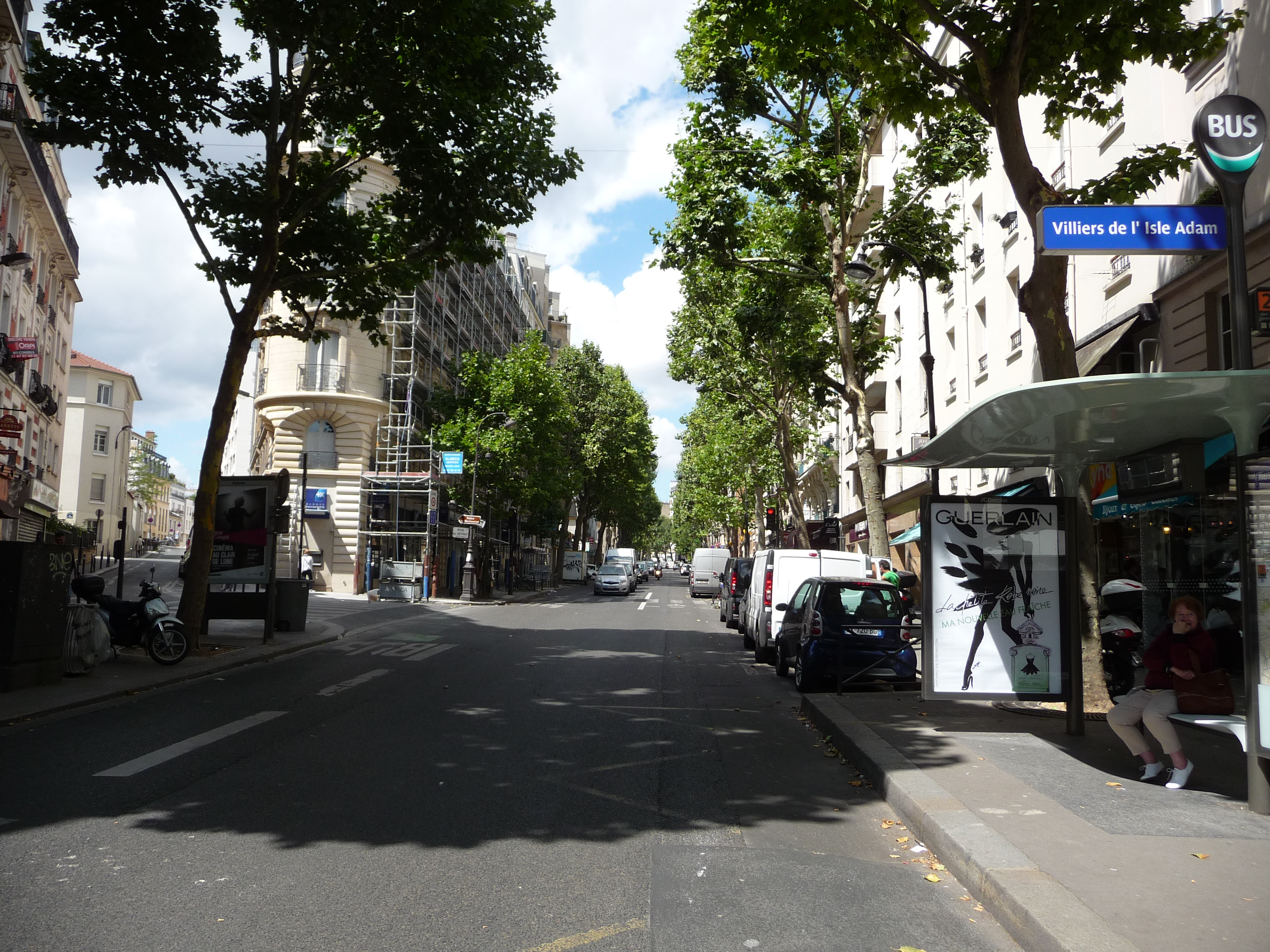
Vista general

La Calle de los Pirineos (en francés: Rue des Pyrénées) es una calle arbolada del XX distrito de París, que atraviesa los distritos de Belleville, Père-Lachaise y Charonne. Tiene 3515 metros de longitud, por lo que es la segunda más larga de París después de la Rue de Vaugirard.

## Ubicación y trayectoria
Parte del Cours de Vincennes y asciende hacia el norte-noroeste, primero con una suave pendiente y luego con una mayor. Cruza principalmente las intersecciones con la Rue d'Avron, la Rue de Bagnolet, la Place Gambetta y la Rue de Ménilmontant. Finaliza en la intersección con la Rue de Belleville.
Hay 401 números de edificios. Su anchura varía entre 25  m en la Rue de Lagny y la Rue de la Plaine y 48 m en su desembocadura.
El Metro de París cuenta en esta calle con las estaciones Puerta de Vincennes, Maraîchers, Gambetta, Jourdain (cerca) y Pirineos.

## Origen del nombre
Su nombre está inspirado en la Cordillera de los Pirineos, situada entre Francia y España.

## Historia
Esta calle fue creada por decreto del 28 de julio de 1862, absorbiendo parte de la rue de Puebla, de la cual la avenida Simón Bolívar y parte de la avenida Secretan son otros vestigios. En el distrito de Charonne, atraviesa el terreno del antiguo parque del Castillo de Charonne, que se extendía, al norte de la Iglesia de Saint-Blaise, desde la rue des Prairies hasta el Cementerio del Père Lachaise en la esquina con la rue de la Réunion, y elimina el tramo norte de la rue de Fontarabie que se unía, antes de su apertura, a la rue Saint-Blaise.
Lleva su nombre actual por decreto del 1 de febrero de 1877.

## Edificios notables por los que pasa
- El Instituto Hélène-Boucher
- Iglesia de San Gabriel
- Edificio “Le Garance”.
- El ntiguo cine Stella[2]
- Edificio Le Garance, construido entre 2012 y 2015, entregado en agosto de 2015. Con una superficie de 11.197 m², se encuentran 29.840 m² de oficinas, un colegio, una guardería, una cochera de autobuses (184 vehículos) y un jardín privado de 2.600 m².[3]
- Plaza Henri-Karcher, pequeña y empinada, pintoresca con su escalera rústica que sube hasta la cima de la colina que da al Cementerio del Père-Lachaise.
- Iglesia protestante de Betania, fundada por el pastor Sully Lombard en 1904 y miembro de la Iglesia Protestante Unida de Francia. * Antiguo dispensario de Jouye-Rouve-Taniès, construido en 1903-1904,[4] por el arquitecto Luis Bonnier para tratar enfermedades respiratorias. El edificio está declarado Sitio Protegido de la Ciudad de París.[5][6]
- Pasaje de los Soupi, situado en lo alto de una escalera, estrecho y adoquinado, es un pasaje típico de Ménilmontant.
- Fuente mercantil del Père-Lachaise.[7]
- Oficina Central de Correos, edificio representativo de la arquitectura de la década de 1930, construido por Paul Bessine en 1934[8][9][10][11]
- Plaza de Guignier. Se convirtió, con la apertura de la la Calle de los Pirineos, en una encantadora plaza triangular, bordeada de casitas. Tiene un notable edículo de piedra procedente de las Catacumbas de París.
- Gimnasio y duchas de los Pirineos: El edificio, una nave metálica con piedra de molino y ladrillo, fue construido por el arquitecto Auguste Magne en 1876. Originalmente fue un mercado, transformado en duchas entre 1901 y 1904. También se instalaron allí un taller mecánico municipal y un pintor de escenografías teatrales y posteriormente un gimnasio municipal.